# Елво
Ѐлво (на италиански: Elvo, на пиемонтски Elv, Елв) е река в северозападна Италия, дълга е 58,456 km, ляв приток на Черво. Извира под връх Монте Марс (2600 m) в Алпите, близо до италианския град Биела. Населените места, до които преминава най-близко са градчетата Салусола и Черионе. Влива се в река Черво на 8 km северно от град Верчели. В Салусола през VІ век е имало заселени българи. Напр. там през 560 г. е роден Пиетро Булгаро (Петър Българина) католически духовник, починал в Рим през 605 г. (Винченцо Д`Амико).